# Neomar Lander
Neomar Alejandro Lander Armas (Guarenas, 17 de octubre de 1999-Caracas, 7 de junio de 2017) fue un joven activista venezolano, asesinado durante las protestas en Venezuela de 2017 contra el régimen de Nicolás Maduro.

## Biografía
Neomar Lander era bachiller y no había podido entrar a la universidad porque sus padres no tenían recursos para pagarla. Lander declaró que no estaba estudiando porque planeaba emigrar a España, a pesar de expresar de que no quería irse del país. En mayo de 2017, Neomar había culminado un curso en la Asociación Venezolana de Barmen para ser barman profesional. El mismo mes, se hizo viral una fotografía de la agencia AFP en la que se mostraba a Neomar lanzando una piedra durante las protestas en Venezuela de 2017 con un yeso en el pie derecho.
A finales de mayo, se viraliza un vídeo en el que dice “La lucha de pocos vale por el futuro de muchos”.

### Muerte

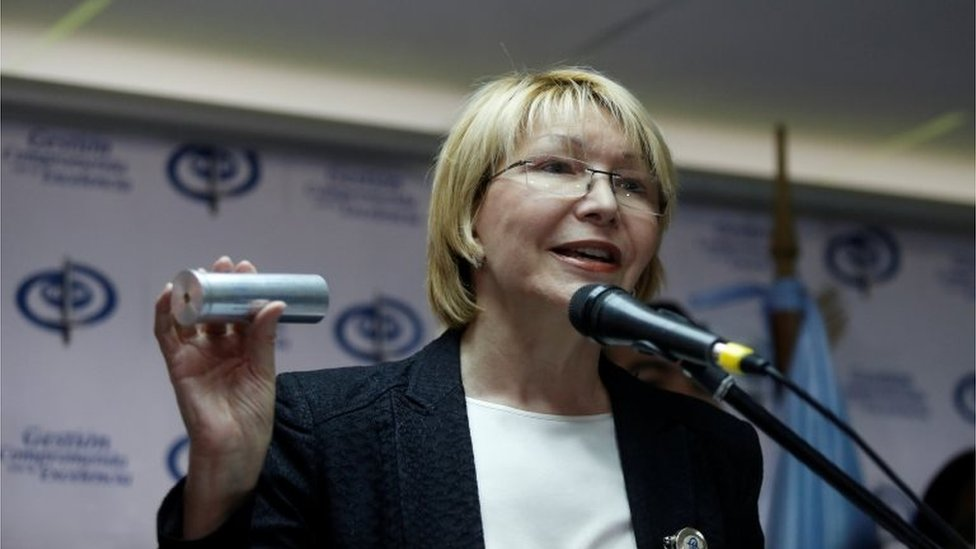
Luisa Ortega Díaz, mostró en una rueda de prensa una lata de gas lacrimógeno, como la que pudo haber causado la muerte a Neomar Lander.

Neomar murió el 7 de junio de 2017 durante una manifestación en la avenida Francisco de Miranda en el municipio Chacao por un impacto en el tórax. Fue trasladado a la clínica El Ávila, donde ingresa sin signos vitales. El ministro del interior Néstor Reverol aseguró que Neomar falleció al tratar de activar un mortero de fabricación casera, pero vídeos grabados de su muerte indican que Lander cayó después de ser impactado por una bomba lacrimógena disparada por funcionarios de la Policía Nacional Bolivariana. La noche de su muerte, un hombre haciéndose pasar por el padre de Neomar y el esposo de Zugeimar Armas declaró en el canal estatal Venezolana de Televisión que a Lander le pagaban para asistir a las marchas. Al día siguiente Zujeimar desmintió las declaraciones, mostrando cuál era el padre verdadero de Neomar, que no fue el hombre que se presentó en "NotiPatria", y que los protestantes asistían a las marchas por voluntad propia, ya que el 80% de los venezolanos estaban en contra del gobierno.
El asesinato de Neomar Lander fue documentado en un reporte de un panel de expertos independientes de la Organización de Estados Americanos, considerando que podía constituir un crimen de lesa humanidad cometidos en Venezuela junto con otros asesinatos durante las protestas.

## Homenajes
En junio de 2017, la alcaldía del Municipio Chacao, en honor a su memoria, colocó el nombre «Túnel Neomar Lander» a la conexión subterránea entre la Avenida Francisco de Miranda y Avenida Libertador en sentido oeste, justo en ese lugar fue donde se produjo su muerte.
Durante las protestas en Nicaragua de 2018, el rostro de Neomar fue pintado con esténciles en varios muros de Managua con la cita por la que es más conocido: «La lucha de pocos vale por el futuro de muchos».
El 7 de junio de 2022, un grupo de activistas del partido Voluntad Popular realizó un acto en homenaje por los cinco años de la muerte de Lander en el cual pintaron grafitis en las calles cercanas a donde falleció el joven. La policía municipal de Chacao los detuvo por supuestas denuncias de vecinos que indicaban que las pintas estaban en el inicio de un mural del artista cinético Juvenal Ravelo. A cuatro de los nueve detenidos les imputaron delitos de instigación al odio, asociación para delinquir y obstrucción de la vía pública luego de 48 horas de desaparición forzosa. Posteriormente, los grafitis fueron tapados con pintura. En algunas áreas cercanas, figuraba publicidad del criptoactivo estatal que lanzó Nicolás Maduro en 2018, el Petro.